# Панино (Панинское сельское поселение)
Па́нино — деревня в Фурмановском районе Ивановской области России, административный центр Панинского сельского поселения.

## География
Расположена на берегу реки Шача, в 3 км на север от райцентра города Фурманов.

## История
В конце XIX — начале XX века деревня входила в состав Ильинско-Введенской волости Нерехтского уезда Костромской губернии, с 1918 года — в составе Середского уезда Иваново-Вознесенской губернии.
С 1929 года деревня входила в состав Медведковского сельсовета Середского района Ивановской области, с 1974 года — центра Панинского сельсовета, с 2005 года — центр Панинского сельского поселения.

## Население
| 1872 | 1897 | 1907 | 2002 | 2010 |
| ---- | ---- | ---- | ---- | ---- |
| 191  | ↘137 | ↗244 | ↗308 | ↘306 |

## Инфраструктура
В деревне имеются Панинская начальная школа, детский сад, дом культуры, фельдшерско-акушерский пункт, отделение почтовой связи.